# 広部清一郎
広部 清一郎（廣部 清一郎、ひろべ せいいちろう、1890年〈明治23年〉9月1日 - 没年不明）は、日本の資産家、実業家。玉川農園経営主。族籍は東京府平民。

## 経歴
東京府人・広部清兵衛の長男。東京市日本橋区本町四丁目生まれ。広部家は日本橋に於いて古くより質屋としてその名を知られていた。
家督を相続する。1905年に渡米、1910年に帰朝する。1916年11月、父と共に資本金50万円の広部鉱業を設立する。
会社重役であり、広部合名会社代表社員、広部銀行渋谷支店長、広部鉱業社長、昭和土地取締役などをつとめる。玉川農園を経営する。また広部拓殖社員である。

## 人物
東京在籍で、住所は東京市日本橋区本町四丁目（現日本橋本町）、東京府北多摩郡砧村大字鎌田（現世田谷区鎌田）、東京市外渋谷町大向。

## 栄典
- 1926年11月16日 - 紺綬褒章[3][7]
  - 1925年5月、北海道留萌郡留萌町新市街建設事業維持費金16122円を寄付する[3]。

## 家族・親族
広部家
- 父・清兵衛（1866年 - 1933年、東京府多額納税者、広部銀行頭取）[11]
- 弟・賢二（1897年 - 1985年、千代田火災海上専務）
- 妻・ゆう（1895年 - ?、東京の煙草商・千葉直五郎の妹）[2][6]
- 長男[7]
- 長女[7]
- 二女[2][6]
- 三女[2][6]
- 四女[2][6]

親戚
- 妻の兄・千葉直五郎（煙草商、池貝鉄工所監査役）
- 広部和三郎（広部拓殖代表社員）[12]